# Robert Brown (botanik)
Robert Brown (ur. 21 grudnia 1773 w Montrose, zm. 10 czerwca 1858 w Londynie) – brytyjski botanik. Laureat Medalu Copleya oraz Pour le Mérite za Naukę i Sztukę (1842).
Szkocki biolog, który w wyniku badań potwierdził ruchy cząsteczek. Zajmował się między innymi badaniem pyłków roślin i ich zapylania. W latach 1801–1805 brał udział w wyprawie naukowej do Australii, w czasie której badał florę i faunę tego kontynentu. W 1827 r. odkrył nieregularne ruchy i zderzenia mikroskopijnie małych cząstek pyłków kwiatowych „zawieszonych” w gazach i cieczach. W ten sposób odkrył zjawisko określane od jego nazwiska ruchami Browna. W 1831 r. odkrył jądro komórkowe. Badał również zalążki roślinne i budowę nasion. W 1811 r. Brown został członkiem Towarzystwa Królewskiego w Londynie, w 1833 r. Francuskiej Akademii Nauk, a w 1851 r. Królewskiej Holenderskiej Akademii Sztuk i Nauk.
Przy podawaniu autorstwa łacińskich nazw gatunkowych roślin, nazwisko Roberta Browna oznacza skrót R.Br..